# チェズレイ・サレンバーガー
チェズレイ・サレンバーガー三世（Chesley Burnett "Sully" Sullenberger III、1951年1月23日 - ）は、アメリカの元パイロット。空軍を経て、民間航空機パイロットとして長く勤務した。
そのキャリアの中で、2009年1月15日に発生したUSエアウェイズ1549便不時着水事故において、乗客乗員155人が乗ったエアバスA320型機が両エンジン停止状態に陥った際、冷静な判断でハドソン川への不時着水を成功させ、なおかつ乗客乗員の命を全員救出したこと事から、「ハドソン川の英雄」と呼ばれている。

## 略歴

### 空軍時代

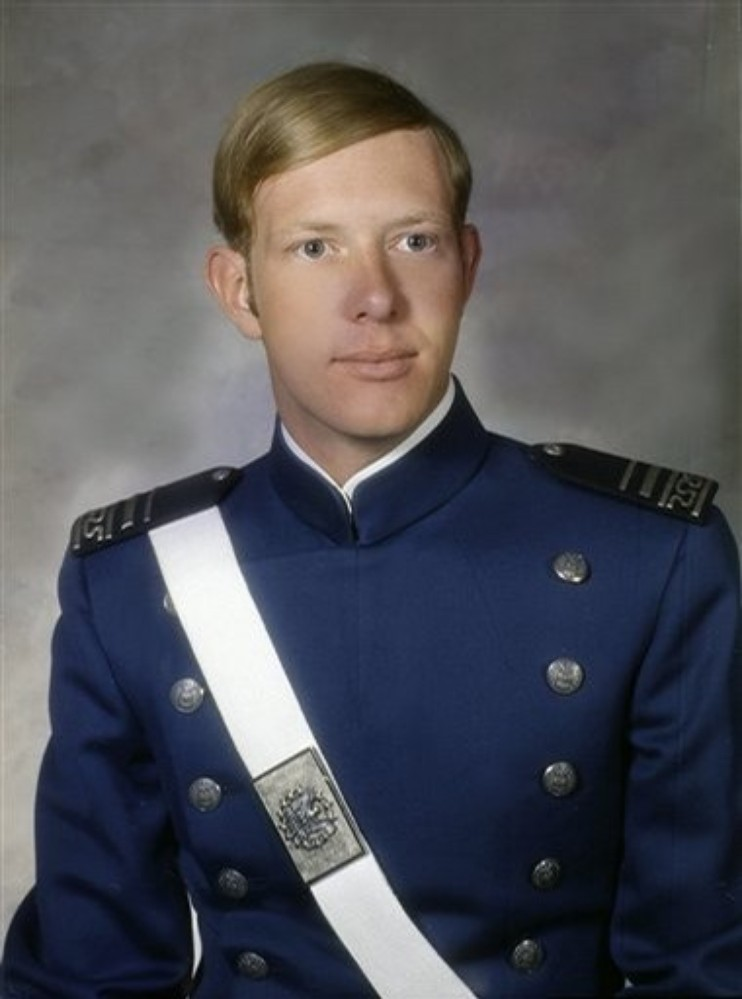
1973年、士官学校卒業時

1973年、コロラド州の空軍士官学校を首席で卒業後、パデュー大学で産業心理学の修士号及び北コロラド大学で行政学の修士号を取得した。F-4ファントム戦闘機のパイロットを経て、1980年に退役。最終階級は空軍大尉。同年、USエアウェイズに入社。非常事態に対応するため心理学を学んだ。

### ハドソン川の奇跡

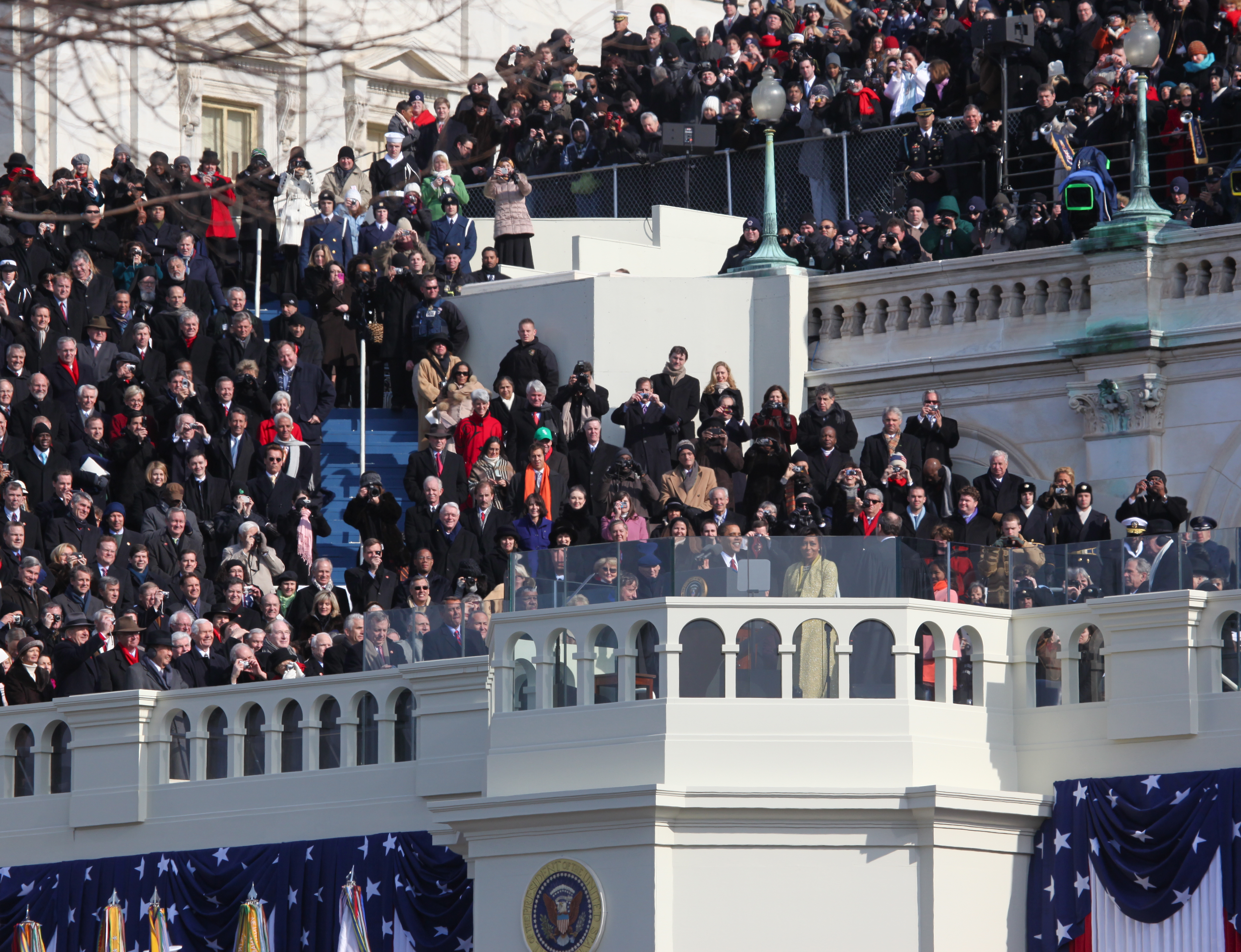
オバマ大統領就任式、大統領の向かって左後方に着席している

2009年1月15日、サレンバーガー機長はニューヨーク発シャーロット経由シアトル行きのUSエアウェイズ1549便で機長を務めていた。同便は離陸直後にカナダガン数羽が左右のエンジンに飛び込んだバードストライクによって両エンジン停止という事態に陥った。サレンバーガー機長がチェックリストに頼らず、両エンジン停止の直後に補助動力装置 (APU) を起動して電源を確保したことが、操縦を維持し、生還につながった。付近の空港に行くには高度が不足していたので、機長はハドソン川に不時着水するという選択をした。すぐに救助して貰えるよう船着き場の近くを選んでの着水だった。着水時に機体の破損がなかったことに加え、アテンダントによる適切な避難誘導、着水後の迅速な救助活動もあり、乗客乗員全員が無事脱出に成功し、犠牲者は1人も出なかった。着水に失敗した場合、機体が真っ二つに破断する可能性もあったことから、この事故は「ハドソン川の奇跡」と呼ばれ、サレンバーガー機長の冷静かつ適切な判断と操縦技術が高く賞賛されることとなった。
しかし、当のサレンバーガー自身は、自身を英雄視する周囲に対し「これは奇跡などではなく、常に緊急事態に備えて訓練していた結果だ。私は英雄などではない、当然のことをしたまでだ」と発言している。
2009年1月16日、オバマ次期米大統領はサレンバーガーと電話で話し、「英雄的で立派な仕事ぶりを誰もが誇りに思っている」と称えた。サレンバーガーは同年1月20日のオバマ大統領の就任式にも招待されることになった。就任式の前夜、サレンバーガー機長はレストラン「ハドソン」でフライドチキン（不時着水事故の原因であるバードストライクでは、ジェットエンジン内部で鳥は丸焼けとなる）によるディナーを摂った。
2009年3月20日、出版社ウィリアム・モローによりサレンバーガーが2冊の自叙伝を執筆することが発表された。
2009年10月1日、サレンバーガー機長は事故を起こしたUSエアウェイズ1549便と同じ路線で、操縦士として復帰した。副操縦士は事故当日と同じくジェフリー・スカイルズが担当し、前回は不時着水という結果に終わった飛行を完遂させた。
2010年3月3日、サレンバーガーはこの日のフライトを最後にパイロットを引退した。
2016年、事故を題材とした映画『ハドソン川の奇跡』（原題；Sully）では、トム・ハンクスがサレンバーガーを演じた。
2020年アメリカ合衆国大統領選挙では、民主党候補のジョー・バイデンを支持しており、11月にはドナルド・トランプに投票をしないように呼び掛けた。背景には、2020年のトランプ大統領が訪仏の際に第一次世界大戦のアメリカ人戦没者を侮辱したことによる。
2021年6月15日、ジョー・バイデン大統領はサレンバーガーを国際民間航空機関大使に指名すると発表した。同年12月に就任したが、2022年7月1日で退任。

## 著書
- Highest Duty: My Search for What Really Matters ISBN 978-0061924699
  - 「機長、究極の決断」 十亀洋訳 静山社文庫 ISBN 978-4863890916（邦訳）